# Гарабито (кантон)
Гарабито (исп. Garabito) — кантон в провинции Пунтаренас Коста-Рики.

## География
Находится в северной части провинции. Граничит на севере с провинцией Алахуэла, на востоке с провинцией Сан-Хосе, на западе побережье Тихого океана (заливы Никоя и Коронадо). Административный центр — Хако.

## Округа
Кантон разделён на 2 округа:
1. Хако
2. Тарколес